# Bublica
Bublica (cyr. Бублица) – wieś w Serbii, w okręgu toplickim, w mieście Prokuplje. W 2011 roku liczyła 139 mieszkańców.